# Circular Festival de Artes Performativas
O Festival Circular de Artes Performativas é um evento de artes cénicas de periocidade anual que decorre desde 2005 na cidade de Vila do Conde.
Os campos artísticos abrangidos neste festival são múltiplos: teatro, dança contemporânea, performance, artes visuais, vídeo, música, entre outros. O festival fomenta a apresentação e promoção de propostas performativas de âmbito experimental, numa vertente de criatividade, privilegiando a apresentação de propostas transdisciplinares.
Paralelamente às atuações e espetáculos também decorrem debates, exposições, mostras bibliográficas, entre outras iniciativas.
A 1ª edição, em 2005, realizou-se em Janeiro e teve a duração de 9 dias. O festival adoptou nas edições seguintes um formato de duração de 8 dias, agendado para Setembro (pese embora a 3ª edição, em 2007, se tenha efetuado de 28 de Setembro a 5 de Outubro). Ao longo das quatro edições as atividades estenderam-se a diversos espaços da cidade de Vila do Conde: Auditório Municipal, Circulo Católico dos Operários, Biblioteca Municipal, Solar – Galeria de Arte Cinemática, Museu das Rendas de Bilros, Escola Superior de Estudos Industriais e de Gestão (ESEIG); e diversos locais públicos (ao ar livre ou fechado), na cidade e na freguesia de Azurara.
O Festival tem contado com a presença de prestigiados artistas nacionais e estrangeiros como Vera Mantero, Joclécio Azevedo, Laurent Pichaud, Martine Pisani, ou Lucina Fina. Muitos dos espetáculos apresentados são estreias nacionais.
A organização do festival é da "Circular Associação Cultural" (associação sedeada em Vila do Conde), em parceria com especialistas académicos em expressão artística contemporânea. Os diretores do festival são Paulo Vasques e Dina Magalhães.
A par do Festival também são desenvolvidas outras iniciativas durante ou fora do período do festival: programa de atividades pedagógicas "Derivas Artísticas"; as residências artísticas; ou os projetos em parceria com a escolas da cidade, num âmbito de prestação de serviço público.